# Cortes de Madrid (1339)
Cortes de Madrid de 1339. Cortes del reino de Castilla celebradas en la ciudad de Madrid en el año 1339, durante el reinado de Alfonso XI de Castilla. 

## Las Cortes de Madrid de 1339

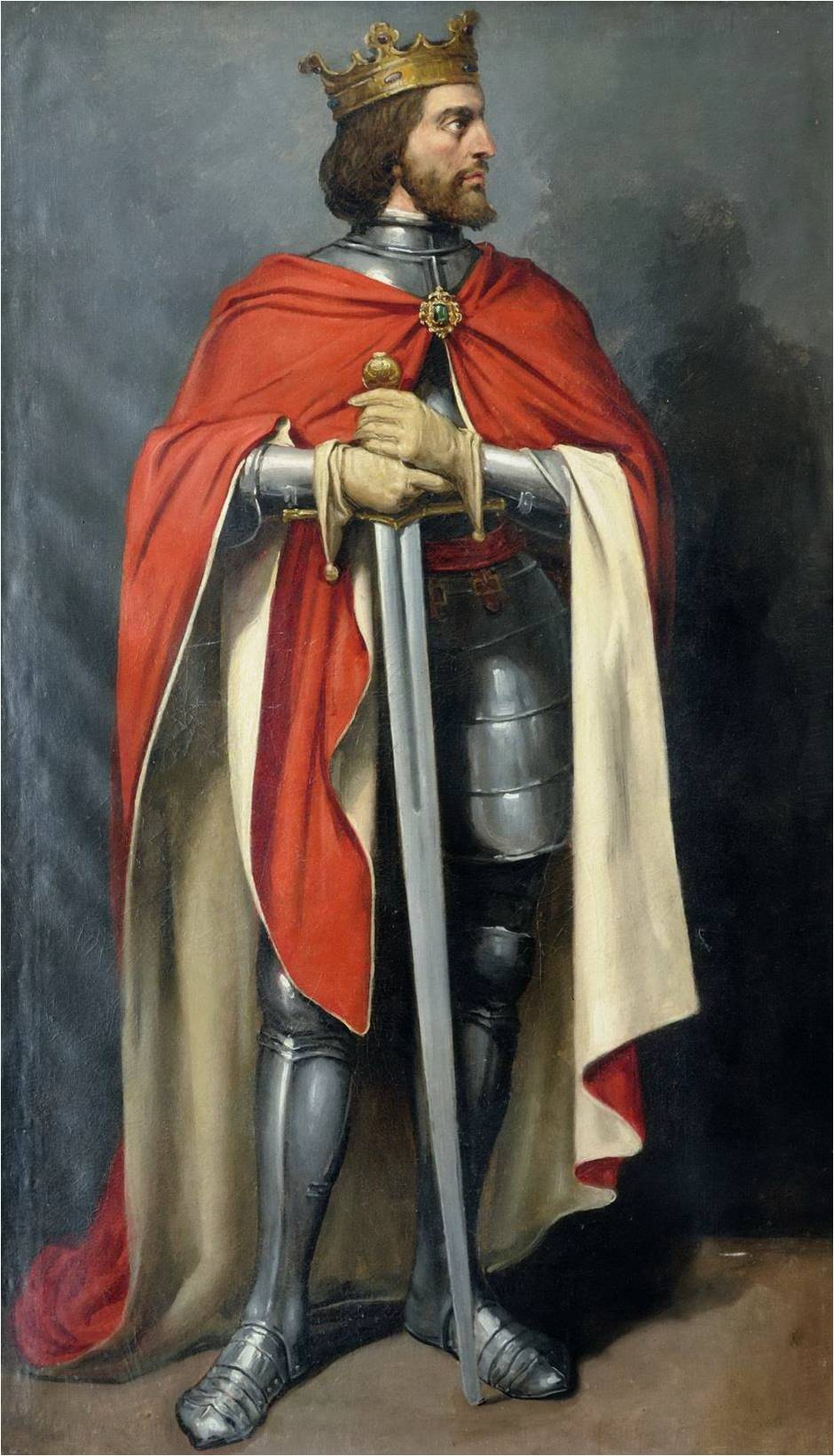
Retrato imaginario de Alfonso XI de Castilla. José María Rodríguez de Losada. (Ayuntamiento de León).

Alfonso XI de Castilla, encontrándose en Sevilla, convocó las Cortes de Madrid de 1339 a fin de poner orden en los asuntos del reino y para demandar los subsidios que necesitaba para poder hacer la guerra a los musulmanes, al igual que en las Cortes de Madrid de 1329.
Alfonso XI, consciente del peligro que se cernía sobre Castilla en caso de que se produjera una nueva invasión musulmana, animó a su suegro, Alfonso IV de Portugal, a sumarse a la lucha contra los benimerines, aunque el soberano portugués, que estaba resentido por la conducta de Alfonso XI con su hija, la reina María de Portugal, se negó al principio a colaborar, aunque al final su intervención fue decisiva en la batalla del Salado, librada en 1340.
En el verano de 1339, el rey se reunió en Sevilla con los principales magnates de su reino, entre los que se contaba Don Juan Manuel, nieto de Fernando III de Castilla, y con las autoridades eclesiásticas sevillanas, y también estuvieron presentes varios hijos de Alfonso XI, como su heredero, el infante Pedro de Castilla, y sus hijos ilegítimos Enrique, Fadrique, Fernando y Tello.
Los procuradores respondieron favorablemente a las peticiones del rey y le otorgaron los servicios que demandaba, aunque se desconoce cuántos servicios fueron concedidos al rey. En el ordenamiento surgido de las Cortes de Madrid de 1339 constan 34 disposiciones, y a las Cortes asistieron los representantes de los concejos de las villas y ciudades del reino, así como numerosos prelados, ricoshombres y los maestres de las órdenes militares. Diversos historiadores señalan que, al igual que las Cortes de Madrid de 1329 sufragaron la conquista de Teba en 1330, las Cortes de Madrid de 1339 sufragaron la victoria castellano-portuguesa en la batalla del Salado.
Los representantes de los concejos se quejaron ante el rey de que el ordenamiento surgido de las Cortes de Madrid de 1329 no había sido cumplido y por ello solicitaron al monarca que fuera confirmado de nuevo, lo que ha llevado a varios historiadores a considerar que no hubo reuniones de Cortes entre 1329 y 1339, aunque algunos historiadores barajan la posibilidad de que hubiera una reunión de Cortes en Sevilla en 1337, argumentando la existencia de un cuaderno de peticiones presentadas por el concejo de la ciudad de Burgos. Por otra parte, también consta la existencia del ordenamiento de Burgos de 1338, pero diversos autores opinan que dicho ordenamiento no procede de una reunión de Cortes, sino de un acuerdo entre el rey y los ricoshombres y magnates del reino.
No obstante, diversos autores señalan que las Cortes de Madrid de 1339 no pueden ser consideradas como unas auténticas Cortes Generales, y afirman que en realidad consistieron en una asamblea entre el rey Alfonso XI y los procuradores del tercer estamento, sin contar con la presencia de los ricoshombres, caballeros y prelados del reino.

### Disposiciones generales

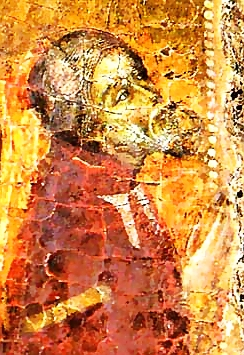
Retrato que se supone representa a Don Juan Manuel, nieto de Fernando III de Castilla. (Catedral de Murcia).

- Alfonso XI manifestó la necesidad de poder ordenar asuntos en secreto, utilizando el sello de la Poridat, de cuya custodia se encargaba el canciller del sello de la Puridad.[12]
- Los procuradores solicitaron al rey que corrigiera los numerosos abusos y corrupciones que se habían puesto de manifiesto en diferentes sectores de la administración del reino. Asimismo denunciaron ante el monarca que las disposiciones acordadas en las Cortes de Madrid de 1329 no se habían respetado. Por ello, el rey se comprometió a respetar lo acordado en dichas Cortes, aunque introduciendo algunas modificaciones, como, por ejemplo, en el caso de los albalaes emitidos por la cancillería real.[13]
- Se reiteró, al igual que en las Cortes anteriores, que los merinos menores fuesen hombres buenos, y que los merinos mayores no pudieran arrendar sus oficios.[14]
- Los procuradores comunicaron al monarca que los merinos cometían numerosos crímenes en todo el territorio.
- Alfonso XI se comprometió, al igual que en reuniones de Cortes anteriores, a no enajenar tierras ni vasallos de las tierras de realengo.
- El rey se comprometió a devolver a los concejos las aldeas o términos que les hubiesen sido enajenados, siempre que aportaran pruebas de que dichas posesiones les pertenecían.
- Los procuradores se quejaron ante el monarca de que los ricoshombres se estaban apoderando de numerosas aldeas pertenecientes a ciudades o villas de realengo, que veía de ese modo mermada su propia jurisdicción.[15]
- Alfonso XI de Castilla reformó la jurisdicción de los alcaldes de los pastores, y prohibió abrir nuevas cañadas de la Mesta por aldeas, lugares poblados, viñas o huertas plantadas, aunque ordenó conservar las cañadas que ya estaban abiertas. El 1 de noviembre de 1339, durante las Cortes de Madrid, Alfonso XI nombró a Iñigo López de Orozco alcalde entregador mayor de la Mesta, precisando sus competencias jurisdiccionales y las competencias de los otros alcaldes de la Mesta, y en el documento de su nombramiento aparecía una breve descripción del trazado de las cañadas reales.[16]
- También se quejaron los procuradores al rey de la severidad de las leyes suntuarias decretadas en el ordenamiento de Burgos de 1338, y el rey manifestó que sería indulgente respecto a la aplicación de las penas, aunque no modificaría lo que había sido aprobado en dichas Cortes.
- Los procuradores solicitaron al monarca que no permitiera que la cancillería real emitiese cartas desaforadas que atentasen contra los fueros o derechos de las ciudades y personas.[17]

### Disposiciones tributarias

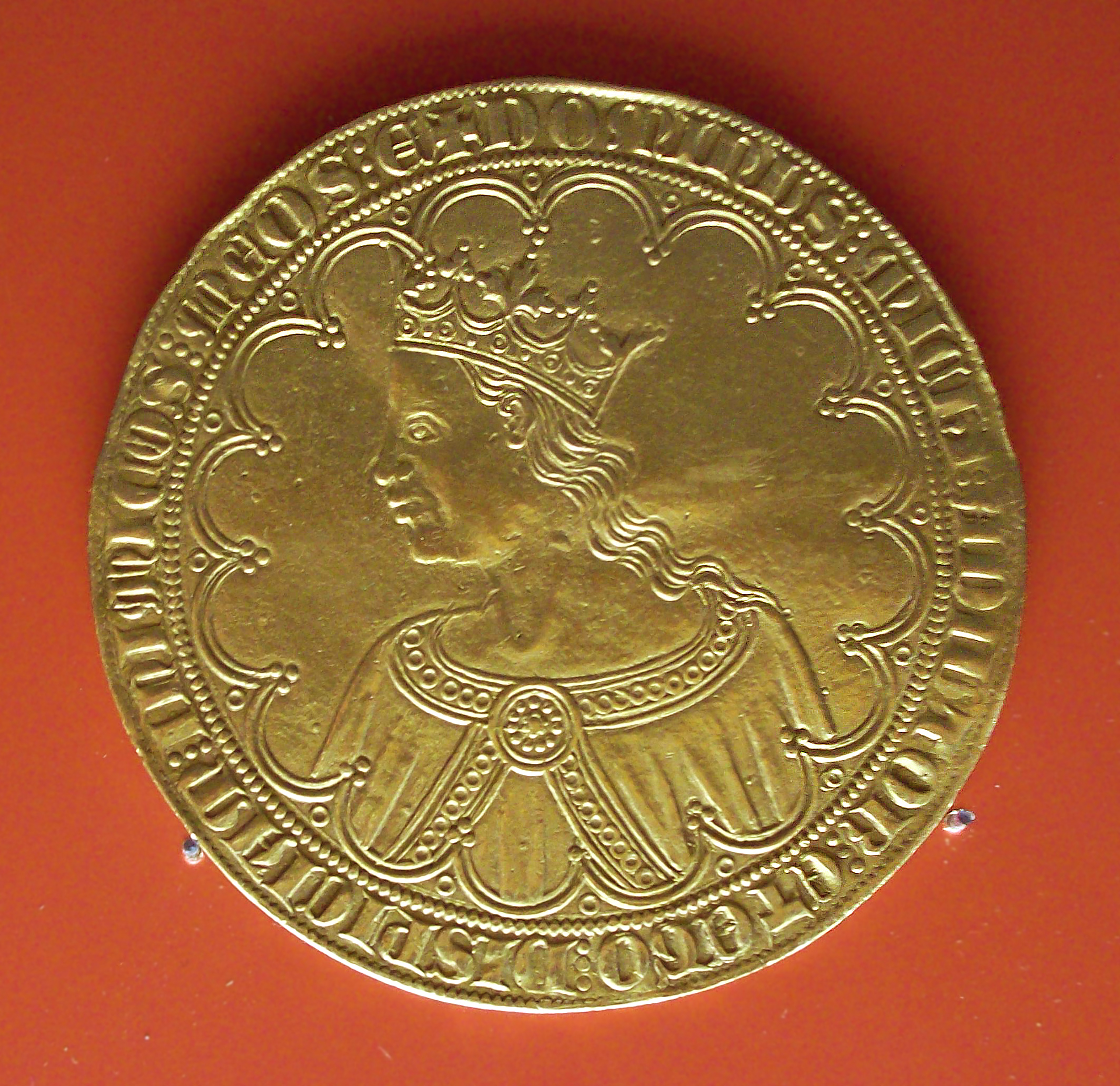
Gran dobla o dobla de a diez de Pedro I de Castilla, hijo y sucesor de Alfonso XI, acuñada en Sevilla en 1360. (M.A.N., Madrid).

- Los procuradores se quejaron al rey de los daños y crímenes perpetrados por los recaudadores de impuestos.[18]
- Asimismo, los procuradores solicitaron al monarca que se respetara la exención de fonsado y fonsadera de que gozaban algunas ciudades y villas del reino, así como los privilegios de otras ciudades de tener encabezado por cierta cuantía el pago de los servicios y la fonsadera. Alfonso XI recordó que en las Cortes de Madrid de 1329 se había dispuesto que los cuatro servicios concedidos al monarca se podrían recaudar o bien por encabezamiento o bien por padrón, y que así se recaudaría en lo sucesivo en los reinos de León, Toledo y en Las Extremaduras.[19]
- Los procuradores de los concejos de Castilla solicitaron al rey que los castellanos pudiesen sacar de Castilla trigo y ganado, previo pago del diezmo, al igual que hacían los navarros y aragoneses, a lo que Alfonso XI accedió.[20]
- Alfonso XI de Castilla se comprometió a revisar la facultad que se le había concedido a los arrendadores de las sacas de las cosas vedadas para poder hacer pesquisas acompañados de alcaldes y escribanos, ya que dichos arrendadores habían cometido numerosos abusos.[20]
- Se prohibió a los mercaderes la venta de cosas vedadas, entre las que se incluían los caballos, a los extranjeros que no tuvieran una carta en la que constara que habían pagado los diezmos correspondientes.[21] Esas cartas se expedían en los puertos castellanos, y en ellas se consignaba el monto de las mercancías que los comerciantes extranjeros traían a Castilla, con el objeto de permitirles a dichos comerciantes que, a su salida del reino, pudieran llevarse mercancías castellanas por un valor que no debería superar al de aquellas que antes habían introducido.[21]
- Los procuradores solicitaron al monarca que no permitiese que se empezasen a cobrar, en los lugares donde nunca se habían recaudado, los montazgos o derechos de paso y pasto de los ganados trashumantes.[22]

### Disposiciones relativas a judíos y musulmanes
- Los procuradores solicitaron al rey que concediese un plazo moratorio para que los cristianos pudieran hacer frente a las deudas que tenían contraídas con los prestamistas judíos.
- Se dispuso que, en caso de discrepancia a la hora del pago de las deudas o en caso de conflicto entre cristianos de un lado y judíos y musulmanes de otro, fuera tenido en cuenta el testimonio de dos hombres buenos cristianos, pero sin que hubiera intervención en el pleito de ningún judío o musulmán.[23][24]